# Ceratostylis pinguis
Ceratostylis pinguis är en orkidéart som beskrevs av Rudolf Schlechter. Ceratostylis pinguis ingår i släktet Ceratostylis och familjen orkidéer. Inga underarter finns listade i Catalogue of Life.